# BioShock
BioShock es un videojuego de terror de disparos en primera persona desarrollado por Irrational Games (anteriormente conocida como 2K Boston/2K Australia), publicado el 21 de agosto de 2007 en Norteamérica para el sistema operativo Windows y la consola Xbox 360, tres días después en algunos países de Europa y Australia. Una versión para la PlayStation 3, desarrollada por 2K Marin, fue posteriormente lanzada internacionalmente el 17 de octubre de 2008, el 20 en España y el 21 del mismo mes en Norteamérica. Así como una versión para Mac OS X, el 7 de octubre de 2009. Fue diseñado e ideado por Ken Levine. Una secuela, BioShock 2, fue lanzada el 9 de febrero de 2010, y una tercera parte, BioShock Infinite, fue lanzada el 26 de marzo de 2013 compatible con Linux gracias a Steam, ofreciendo así una experiencia de multiplataforma completa.
El juego transcurre en una ucronía del año 1960, y pone al jugador en el rol de Jack, superviviente de un accidente de avión, que luego deberá explorar la ciudad de Rapture, mientras que lucha contra seres humanos mutados con poderes especiales y robots diseñados para atacar ciertos objetivos automáticamente. El juego, que se encuentra en la categoría de juego de disparos en primera persona, incorpora elementos de juegos de rol, biopunk, horror de supervivencia y sigilo, por esto, es descrito por sus desarrolladores y Levine como una "secuela espiritual" del juego System Shock 2.
El juego ha recibido gran cantidad de críticas positivas, además ocupa el tercer puesto en la escala de clasificación de videojuegos para Xbox 360 por GameRankings, y el cuarto para PC.

## Jugabilidad
BioShock es un videojuego de disparos en primera persona con personalizaciones de juegos de rol, elementos de juego de sigilo y fragmentos de survival horror lo que hace al juego prácticamente un sandbox, muy similar a System Shock 2. El jugador toma el rol de Jack, el protagonista, que tiene como objetivo luchar a través de Rapture, al usar armas y plásmidos (modificaciones genéticas), a fin de completar objetivos. En ocasiones, el jugador puede optar por usar tácticas de sigilo para pasar inadvertido por cámaras de seguridad y torretas. 
Mientras explora Rapture, el jugador recolecta dinero (representado como dólares), el cual puede ser usado en distintas máquinas expendedoras para conseguir munición, salud, y equipo adicional. Las armas pueden ser mejoradas en "Terminales de mejora de armas", encontradas en diferentes puntos de la ciudad, los cuales le permiten al jugador aplicar una mejora por uso, y luego se desactivan. El jugador además se encontrará con piezas de repuesto que pueden ser usadas en las máquinas "U-Invent" para crear nuevas municiones o artículos de uso. Cámaras, torretas y máquinas expendedoras pueden todas ser pirateadas para provecho del jugador, lo que permite usarlas en contra de enemigos y comprar artículos con descuento. El pirateo requiere que el jugador complete un minijuego similar a Pipe Mania en un tiempo limitado. El jugador recibe una "cámara de investigación" temprano en el juego, permitiéndole tomar fotografías de enemigos para analizarlos, mientras que la fotografía sea de mejor calidad el análisis será más beneficioso. Luego de llevar a cabo suficientes análisis de un enemigo, el jugador es concedido con incremento de daño, plásmidos, y otros regalos para enfrentar al enemigo en futuras batallas. Las "Vita-Cámaras", con paredes de vidrio, también pueden ser encontradas por todo el juego, las cuales no son usadas directamente por el jugador, sino que cuando Jack muere, su cuerpo es reconstituido en la más cercana, lo que permite conservar todas sus posesiones, pero con sólo una porción de su salud total. Con una actualización del juego, el jugador tiene la opción de desactivar el uso de las mismas, así en el caso de que Jack muera, el jugador tendría que reiniciar a partir de una partida guardada. Una batisfera le permite al jugador trasladarse a diferentes zonas de la ciudad, la cual en ciertos puntos del juego puede ser utilizada libremente por el jugador para volver a áreas ya exploradas.
El jugador puede reunir y asignar un número de plásmidos que conceden a Jack la habilidad de desatar ataques especiales u otorgarse beneficios pasivos así como salud mejorada o técnicas de pirateo. Plásmidos "activos" — los que son desencadenados por el jugador como la mayoría de plásmidos ofensivos — requieren de una cantidad de EVE para ser utilizados, en una manera similar al maná; el EVE puede ser repuesto por medio de jeringas. Estos plásmidos además cambiarán la apariencia del jugador para reflejar el "sacrificio de su propia humanidad". Los "tónicos" son plásmidos pasivos y no requieren de EVE para obtener su beneficio. El jugador sólo puede equipar un número de plásmidos y tónicos predeterminado. El juego anima al jugador a usar combinaciones creativas de plásmidos, armas y al uso del entorno. Los plásmidos pueden ser recogidos en algunos puntos alrededor de la ciudad, pero más a menudo son comprados por el jugador en los "Jardines de las recolectoras" al usar el ADAM mutágeno que es reunido de las "Little Sisters". Para reunir el ADAM, el jugador tiene que derrotar al "Big Daddy", humanos genéticamente mejorados con una escafandra acorazada que acompaña y protege a cada Little Sister. Después de esto, el jugador tiene una elección moral: o matar a la Little Sister para cosechar bastante ADAM, o rescatar a la Little Sister y conseguir una suma menor. Sin embargo, por cada tres Little Sisters que el jugador salve, un regalo con ADAM es entregado. Aunque ambas elecciones tienen sus ventajas, este elemento contradictorio moral tiene un impacto en el argumento o historia, y, entre otras cosas, en la dificultad del juego mismo.

## Resumen

### Escenario
BioShock está ambientado durante una ucronía en el año 1960, en Rapture, una ciudad distópica ficticia bajo el agua. El jugador se entera de la historia de Rapture a través de grabaciones de audio mientras explora la ciudad. Rapture fue prevista por el magnate Andrew Ryan, el cual quería crear un estado laissez faire para escapar de la autoridad política, económica y religiosa cada vez más opresiva en tierra. La ciudad fue secretamente construida en 1946 sobre un relieve oceánico en la mitad del océano Atlántico usando los volcanes submarinos para proveer a la misma de energía geotérmica. El progreso científico floreció en Rapture, conduciendo a un rápido desarrollo en ingeniería y biotecnología, gracias en parte a científicos brillantes que Ryan trajo a la ciudad. Uno de esos adelantos fue ADAM, células madre cosechadas de una especie de babosas de mar anteriormente desconocida, la cual fue descubierta por la dra. Bridgette Tenenbaum para tener la capacidad de regenerar tejido dañado y reescribir el genoma humano. En colaboración con el empresario y gánster Frank Fontaine y el doctor Yi Suchong crearon la industria de plásmidos, en la cual los clientes podrían mejorar sus cuerpos con cualidades sobrehumanas. Tenenbaum halló que ese ADAM podía ser producido en masa implantando a las babosas en los estómagos de niñas jóvenes, que eran tomadas de orfanatos, las cuales terminarían convirtiéndose en las Little Sisters.
Con el paso del tiempo, la brecha entre ricos y pobres aumentó. Frank Fontaine estableció asociaciones caritativas para apoyar a la clase marginada (algo antiético a la filosofía de Andrew Ryan). También estableció una operación de contrabando para suplir a los ciudadanos con artículos prohibidos de la superficie, tal como material religioso. Estos, junto con su control de la industria de plásmidos, lo hicieron inmensamente poderoso. Intentó derrocar a Andrew Ryan, pero la rebelión fue violentamente aplastada y Fontaine, según se informó, fue asesinado. Ryan incautó el negocio de plásmidos de Fontaine.
Al cabo de unos meses, una nueva figura, llamada Atlas, salió como el líder de la clase descontenta. En vísperas del Año Nuevo de 1959, Atlas y sus seguidores, infundidos con ADAM, comenzaron una nueva rebelión en contra de Ryan que se extendió por toda Rapture; esta rebelión dio nacimiento a los splicers, humanos dependientes del ADAM que mataron a la población cuerda durante y después de la rebelión, y son los únicos supervivientes después de la misma. Ryan, a su vez, comenzó a empalmar sus propias fuerzas, y su paranoia había alcanzado tal nivel que ahorcó a docenas de personas, la mayoría inocente, en la plaza principal de Rapture. Para lidiar con la escasez de ADAM, a las Little Sisters se les aplicó el condicionamiento pavloviano para recorrer la ciudad y extraer el ADAM de los muertos, reciclando el ADAM bruto en su estómago después de habérselo tragado. Los Big Daddy, humanos armados sin voluntad propia y sumamente mejorados usando escafandras, fueron creados por el Dr. Suchong, el científico detrás de muchos plásmidos, para proteger a las Little Sisters durante su trabajo.

### Argumento

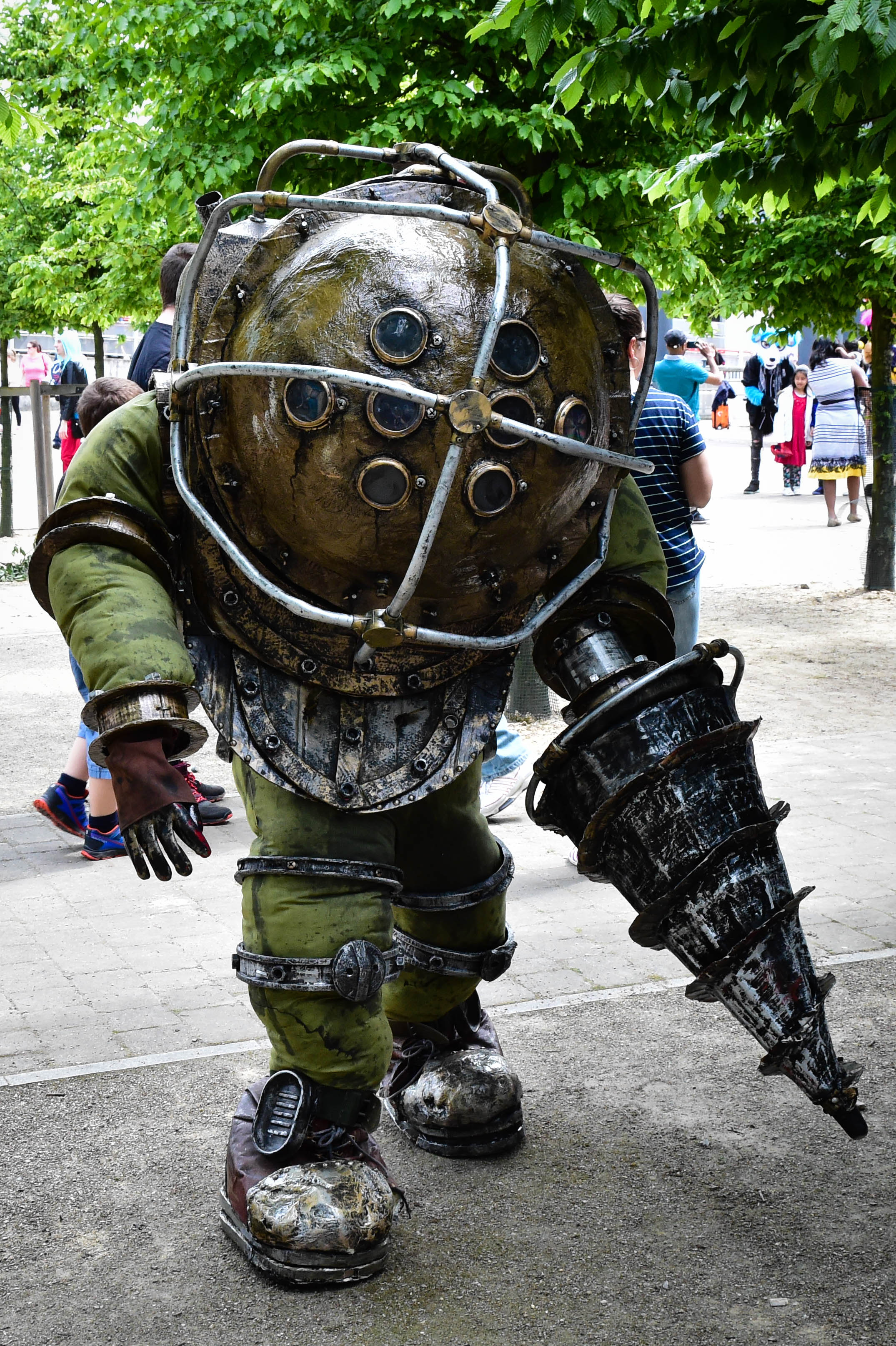
Los Big Daddy usan escafandras que les permiten respirar bajo el agua y les dan ese aspecto especial.

Al principio del juego, Jack (el personaje protagonista) es uno más de los pasajeros de un vuelo transoceánico que, una noche de 1960 (después de que la sociedad en Rapture hubiera colapsado), aparentemente sufre un accidente mientras sobrevolaba el Atlántico en algún lugar cerca de Groenlandia. Tras el impacto Jack resulta ser el único sobreviviente y, tras recuperarse, emerge hasta la superficie y nada entre los restos del aparato en dirección a una pequeña isla cercana, coronada por una imponente torre con aspecto de faro, donde tratará de refugiarse y pedir ayuda. Una vez dentro Jack descubre una batisfera, que sin saberlo le trasladará en un viaje de descenso en el océano hasta la ciudad submarina de Rapture. Nada más llegar a la esclusa de recepción, Jack será testigo de una escena que le hará entender que aquel lugar no resultará el refugio que esperaba.
Llegados a este punto comenzará la verdadera aventura. Un tipo irlandés, Atlas, por medio de una radio de servicio encontrada en la batisfera, ayudará a Jack a llegar a un lugar seguro, mientras que Andrew Ryan, creyendo que Jack es un agente de una nación de la superficie, utiliza los sistemas automatizados de Rapture y a sus "Splicers" controlados por feromonas contra él. Atlas le dice a Jack que la única forma de sobrevivir es con las habilidades concedidas por plásmidos, y que tiene que matar a las Little Sisters para extraer su ADAM. Oyendo por casualidad las palabras de Atlas, la Dra. Tenenbaum intercepta a Jack, y lo anima a salvar a las Little Sisters y le da un plásmido que puede desplazar a la babosa marina enclavada dentro de cada Little Sister. Las decisiones que tome Jack a partir de entonces sobre si decide salvar o matar a las Little Sisters determinarán una serie de recompensas en forma de plásmidos y también condicionarán el final del juego.
Atlas cuenta que su esposa e hijo se han estado escondiendo en un submarino y dirige a Jack hacia él para rescatarlos. Justo cuando Jack y Atlas llegan a la esclusa donde está localizado el submarino, Ryan manda destruirlo; Atlas, enfurecido, le pide a Jack que mate a Ryan. Cuando Jack está a punto de llegar a la oficina de Ryan, este último activa el sistema de autodestrucción de la ciudad. Finalmente, Jack se enfrenta a Ryan en su oficina. Ryan le revela una verdad que logró descifrar por sí mismo. Jack en realidad nació en Rapture solamente cuatro años atrás, genéticamente modificado para madurar rápidamente. Es el hijo ilegítimo de Ryan por una aventura amorosa con Jasmine Jolene, una bailarina. Ryan además revela que, después de comprar el embrión de Jack, Frank Fontaine lo diseñó para obedecer órdenes que son precedidas o seguidas por la frase específica "¿Serias tan amable de...?" (Would you kindly... en inglés). La frase fue cambiada por un ¿..., quieres? al final de cada "orden" de Atlas en la traducción española de la entrega. Jack fue entonces enviado a la superficie cuando la guerra comenzó para sacarlo del alcance de Ryan. Cuando el conflicto entre Fontaine y Ryan se estancó, mandaron a Jack las instrucciones de subir a un vuelo con un paquete y usar su contenido, un revólver, para secuestrar y estrellar el avión cerca del faro por medio de coordenadas; permitiéndole regresar a Rapture como una herramienta de Fontaine. Como Jack era hijo de Ryan, podría usar la red de batisfera y el sistema de Vita-Cámaras libremente, los cuales habían sido cerrados a todos, excepto a aquellos que estuvieran dentro del rango genético de Ryan. Ryan ordena a Jack que lo mate, queriendo morir bajo su propia voluntad. Con la muerte de Ryan, Jack se da cuenta demasiado tarde de que Atlas usa una frase desencadenadora para controlarlo. Finalmente Jack desactiva el sistema de autodestrucción, pero Atlas entonces revela que él es Fontaine (habiendo fingido su muerte para que Ryan perdiera la pista sobre él) y toma el control de la ciudad y deja a Jack a la merced de los sistemas de seguridad reactivados. La Dra. Tenenbaum y sus Little Sisters ayudan a Jack a escapar por el sistema de ventilación, donde éste se cae y pierde el conocimiento.
Cuando Jack se despierta, la Dra. Tenenbaum ya le ha desactivado algunas de sus reacciones condicionales (así como la misma frase desencadenadora) y le ayuda a romper con las restantes, entre las cuales había una que podría haberle parado el corazón. La Dra. Tenenbaum le explica a Jack que para llegar hasta Fontaine necesita la ayuda de las Little Sisters, y para que éstas colaboren con él, Jack debe parecerse a un Big Daddy. Con ayuda de la Dra. Tenenbaum, Jack consigue reunir todas las piezas de una escafandra de Big Daddy y hacer cambios en su cuerpo para parecerse a uno. Luego, con la ayuda de las Little Sisters, Jack logra localizar a Fontaine. Fontaine, arrinconado, se inyecta con vastas cantidades de ADAM y se convierte en un monstruo inhumano. Jack lucha con Fontaine, y gana al final, lo que permite a las Little Sisters sojuzgar y extraer el ADAM de Fontaine.

### Finales
Tres finales son posibles dependiendo de la forma en que el jugador se relacionó con las Little Sisters, todos narrados por la Dra. Tenenbaum.
Bueno: si el jugador rescató a todas las Little Sisters, el final muestra a las Little Sisters rescatadas volviendo a la superficie con Jack y viviendo una vida plena bajo su cuidado, incluyendo su graduación del colegio, casándose y teniendo hijos; Jack de viejo termina en un hospital y en sus últimos momentos de vida es tomado de la mano por todas las Little Sisters ya adultas.
Neutro: si el jugador salvó a algunas de las Little Sisters, pero también mató a unas cuantas, el final se muestra idéntico al malo, solo que el tono de voz de Tenenbaum es triste, y no iracundo.
Malo: si el jugador cosechó (por lo tanto mató) a todas las Little Sisters, en el final Jack atacará a las Little Sisters después de haber vencido a Fontaine, y es de suponer que las matará a todas y tomará su ADAM. Tenenbaum narra lo que ocurrió, condenando a Jack y sus acciones, con un tono de voz repleto de ira y desprecio. Más tarde en este mismo final, un submarino con capacidad nuclear llevando un misil nuclear se encuentra con los escombros del avión y es súbitamente rodeado por batisferas transportando Splicers. Los Splicers matan a todos a bordo del submarino y toman el control del mismo.

### Inspiración
BioShock inspira su argumento de varias novelas distópicas leídas por Ken Levine, entre ellas 1984 de George Orwell, Logan's Run de William F. Nolan, y la polémica novela La Rebelión de Atlas, de la escritora Ayn Rand, publicada en Estados Unidos en 1957. De hecho, uno de los personajes principales del juego, Andrew Ryan, es una adaptación del nombre de la autora. Las influencias estéticas más importantes vienen de 1984 y de Logan's Run, como se ve por los roles contrapuestos de los caudillos principales, quienes recuerdan al dúo Gran Hermano-Emmanuel Golstein siendo ambos en última instancia iguales moralmente, y por el medio hermético y controlado dominado totalitariamente por Ryan en el que se desenvuelve Rapture. Rapture misma es una alegoría de La Rebelión de Atlas, ya que representa la idea de expuesta de un refugio para ricos y creativos individualistas para desenvolverse independientemente, sin embargo, con el toque crítico de que tal sociedad términa avalando las peores abominaciones y se quiebra bajo el peso del egoísmo de los dos principales caudillos. En palabras de Levine, "...El juego comenta sobre la creencia en ideas sin escepticismo. Soy un gran escéptico".

## Desarrollo

### Argumento original
Originalmente, BioShock tenía un argumento significativamente diferente al de la versión lanzada: el protagonista era un "desprogramador de culto" — una persona encargada para rescatar a alguien de un culto, y reajustarlo mental y psicológicamente para una vida normal. Ken Levine cita un ejemplo de lo que hace un desprogramador de culto: "[Hay] gente que contrataba a gente para [por ejemplo] desprogramar a su hija que había estado en una relación homosexual. Ellos la secuestran y la reprograman, y [el desprogramador] era una persona realmente muy sombría, y esa era la [clase de] persona que tú eras." Este argumento habría sido por naturaleza más político, con el protagonista siendo contratado por un Senador. Para el momento en el que el desarrollo de BioShock fue revelado en el 2004, el argumento y el escenario habían cambiado significativamente. El juego ahora tenía lugar en un laboratorio abandonado subterráneo en la época de la Segunda Guerra Mundial, el cual había sido recientemente desenterrado por científicos del siglo XXI. Los experimentos genéticos dentro de los laboratorios habían formado gradualmente un ecosistema de sí mismos, centrado alrededor de tres "castas" de criaturas, a las cuales se referían como "zánganos", "soldados" y "depredadores". Esta "ecología de IA" finalmente se convertiría en la base para la dinámica de la "Little Sister", el "Big Daddy" y el "Splicer" vista en el juego completo.
Mientras que la jugabilidad con este argumento era similar a la que resultó ser en la versión completa del juego, el argumento fue sometido a cambios, algo consecuente a lo que, Levine dice, era el principio guía de poner el diseño del juego primero, el cual era usado por la Irrational Games de entonces. Levine también denotó que "nunca fue mi intención hacer varios finales para el juego. Eso como que vino bastante tarde y fue solicitado por alguien más arriba en la cadena alimentaria."
En respuesta a una pregunta en una entrevista de la página web de juegos de IGN sobre que fue lo que influyó sobre el argumento del juego y el escenario, Levine dijo, "tengo mi título inservible en artes liberales, por eso he leído cosas de Ayn Rand y George Orwell, y toda clase de obras utópicas y distópicas del siglo XX, las cuales encontré fascinantes." Levine también mencionó un interés en "la investigación de células madre y las cuestiones morales que las rodean." En cuanto a las influencias artísticas, Levine citó los libros 1984 y Logan's Run, representado sociedades que tienen "ideas realmente interesantes que han sido fastidiadas por el hecho que somos humanos."
Según los desarrolladores, BioShock es una secuela espiritual de la saga System Shock, y fue producido por antiguos desarrolladores de esa serie. Levine afirma que su equipo estuvo pensando en hacer otro juego de la misma vena de BioShock ya que produjeron System Shock 2. En su narración de un video inicialmente proyectado para la prensa de la E3 del 2006, Levine señala las similitudes entre los juegos. Hay varios elementos de jugabilidad comparables: los plásmidos en BioShock cumplen la misma función que los "Poderes Psíquicos" en System Shock 2; el jugador tiene que lidiar con cámaras de seguridad, torretas ametralladoras, y robots zánganos hostiles, y tiene la capacidad de hackearlos en ambos juegos; la conservación de la munición está subrayada como una "característica clave de la jugabilidad"; y las grabaciones de audio desempeñan el mismo papel como narrador del argumento que los diarios de correo electrónico desempeñaban en la serie System Shock. Los "fantasmas" (imágenes fantasmales que reproducen eventos trágicos en el lugar donde ocurrieron) de System Shock 2 también están presentes en BioShock, así como armas modificables y diferentes tipos de munición. Más aún, Atlas guía al jugador por radio, bastante en la misma forma que Janice Polito lo hace en System Shock 2, con cada uno teniendo el mismo giro a mitad del juego. Ambos juegos además le dan al jugador uno o más métodos para completar tareas, permitiendo jugabilidad emergente.

### Motor del juego
BioShock usa una versión sumamente modificada de la tecnología del Unreal Engine 3.0. Inicialmente, BioShock iba a correr a base de un motor sumamente modificado a partir de Unreal Engine 2.5, Vengeance engine. Pero en una entrevista en el E3 en mayo del 2006, Levine anunció que se habían "mudado" al Unreal Engine 3.0, e hizo resaltar los efectos acuáticos mejorados: "Hemos contratado a un programador acuático y a un artista acuático, sólo para este juego, y están haciendo un gran trabajo y ustedes nunca han visto agua como ésta." Esta mejora gráfica ha sido alabada por críticos. La versión de BioShock para Windows puede utilizar características y contenido de Direct3D 10 (DirectX 10) si el sistema cumple con los requisitos de hardware y software, pero también corre con DirectX 9 si los requisitos no son cumplidos o las opciones de video son modificadas. Hay unas cuantas diferencias entre la calidad de imagen entre las dos APIs, así como reflejos adicionales del agua y efectos de partículas, pero, en la mayoría de los casos, son sutiles desde la perspectiva del jugador. BioShock también usa Havok Physics, un motor que permite la mejora de la física en el juego, y la integración de la física ragdoll, y permite un movimiento más natural por elementos del entorno. Chris Kline, programador principal de Irrational Games para BioShock, juzgó al juego como "pesadamente multihilado" por tener una buena cantidad de elementos corriendo simultáneamente.

### Demo

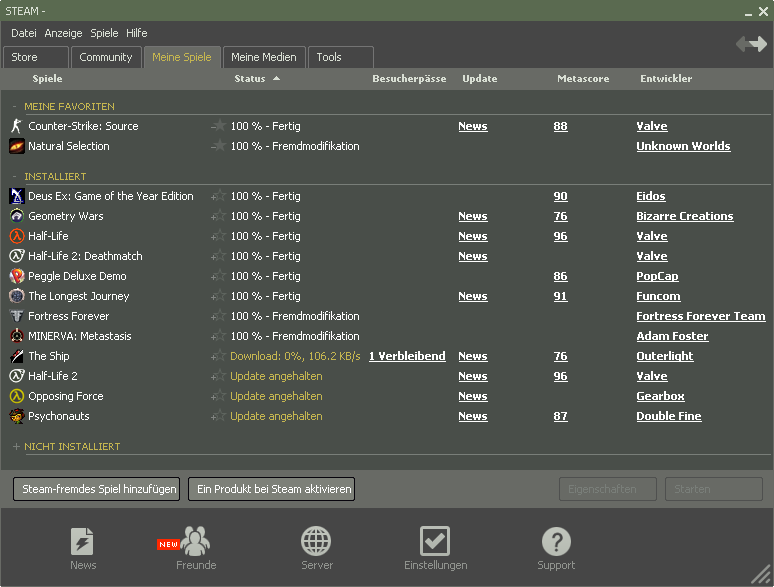
La versión demo de BioShock podía ser descargada en Steam.

Una versión demo fue anunciada durante una entrevista de Larry Hryb con Ken Levine en su podcast. Finalmente fue lanzada en el Bazar Xbox Live el 12 de agosto del 2007 para Xbox 360, y la versión para computadoras con Windows fue oficialmente lanzada el 20 de agosto, ocho días más tarde. La versión demo contiene los primeros 45 minutos del juego e incluye una secuencia cinemática de apertura que estableció el escenario y las primeras líneas del argumento, así como además una fase tutorial del juego. Esta versión también contiene algunas diferencias con la versión lanzada, así como un plásmido extra y armas, junto a una presencia más temprana del sistema de seguridad. Estas fueron introducidas para darle a los jugadores acceso a varias características de la versión completa del juego. En nueve días, la versión demo de BioShock superó a todas las demás versiones demo lanzadas en Xbox Live y se convirtió en la más rápida en conseguir un millón de descargas. La versión demo de Steam fue lanzada el 20 de agosto del 2007, el día antes del lanzamiento oficial en el mismo, y la correspondiente para el lanzamiento de la PlayStation 3 fue lanzada el 20 de octubre de 2008 en la PlayStation Store.

### Otras versiones

A pesar de las dudas, BioShock finalmente fue lanzado para la PlayStation 3.

En una entrevista en agosto del 2007, cuando se le preguntó por la posibilidad de una versión para la PlayStation 3 de BioShock a Ken Levine, él declaró que "no hay ningún plan acerca de la PS3", de cualquier forma, el 22 de mayo del 2007, 2K Games, a través de la revista EGM, confirmó que una versión para la PlayStation 3 estaba en desarrollo, y ésta fue lanzada el 17 de octubre del 2008. Jordan Thomas fue el director para la versión de PlayStation 3. Aunque no tiene mejoras gráficas por encima de la versión para Xbox 360, la versión para PlayStation 3 ofrece una opción de pantalla ancha llamada "horizontal plus", introducida posteriormente en la versión para Xbox 360 por medio de una actualización. Además, la versión de PlayStation 3 tiene disponible de forma exclusiva expansiones adicionales descargables desde la PlayStation Store. Una de las adiciones es el modo de dificultad "Survivor", en la cual los enemigos son más resistentes, y las Vita-Cámaras proporcionan un menor aumento de EVE al ser usadas, haciendo que el jugador sea más creativo a la hora de atacar enemigos y hacer un uso mayor de los plásmidos menos usados. BioShock también soporta Trofeos PlayStation 3 y PlayStation Home.

### Actualizaciones
El 6 de septiembre de 2007, la versión de BioShock para Xbox 360 recibió una actualización que mejora la estabilidad general del juego, especialmente al cargar partidas autoguardadas. También aplica tweaks, o modificaciones, a la forma en que los enemigos usan terminales de salud y arregla leves glitches de sonido en el menú de carga. Los usuarios fueron incitados a descargar la actualización automáticamente la próxima vez que éstos arrancaron el juego. La actualización, de cualquier manera, ha sido criticada por introducir varios problemas al juego, incluyendo colgadas ocasionales, mal fps, inclusive problemas relaciones con el audio. El problema parece estar en el caché del juego, y puede ser corregido por el usuario.
El 4 de diciembre del 2008 una actualización para la versión de Windows, junto con una actualización de título y contenido descargable gratuito para la versión de Xbox 360 fue lanzada. Además de corregir bugs en el software, la actualización/nuevo contenido introduce una opción horizontal para el campo de visión, nuevos plásmidos, una opción para desactivar las Vita-Cámaras, y un logro adicional para la versión de Xbox 360 por completar el juego en modo difícil sin usar una Vita-Cámara. Las Vita-Cámaras no deben ser desactivadas para conseguir el logro, y partidas guardadas rápidas pueden igualmente ser usadas.
Una actualización para la versión de PlayStation 3 fue lanzada el 13 de noviembre del 2008 para arreglar algunos problemas gráficos pequeños y raras casos en que los usuarios experimentaban colgadas y eran forzados a reiniciar la consola. La actualización también incorporó las Challange Rooms, capítulos adicionales que tienen lugar fuera del argumento principal del juego, las cuales se volvieron disponibles de pago el 20 de noviembre en la PlayStation Network.

## Recepción

### Premios
En mayo de 2006 se le entregó a BioShock el premio "Game of the Show" de varios sitios de juegos en línea, incluyendo Gamespot, IGN, GameSpy y GameTrailers como tráiler del año. Además, en el año 2007 fue el que más premios ganó en el E3, aparte de ser uno de los poquísimos programas que obtuvieron una puntuación de 10 en Meristation. En octubre de 2007, fue galardonado con el BAFTA a "Mejor juego del año" en el Reino Unido. Fue además finalista en la categoría de "Logro artístico" en los mismos premios.

## Otras versiones y arte
Desde su salida el día 21 de agosto de 2007, la versión de Xbox 360 fue el tercer juego más vendido de agosto de 2007, con 490.900 copias. The Wall Street Journal informó que las acciones de Take-Two "se dispararon casi un 20%" en la semana posterior a las primeras críticas abrumadoramente favorables del juego. Take-Two ha anunciado que a partir del 5 de junio de 2008, más de 2,2 millones de copias de BioShock habían sido vendidas. En una entrevista dada el 10 de junio de 2008, Roy Taylor, vicepresidente de NVIDIA de Desarrollo de Contenidos de Empresas, afirmó que la versión para PC de BioShock ha vendido más de un millón de copias. De acuerdo con Strauss Zelnick, presidente de la compañía Take-Two, el juego había vendido alrededor de 3 millones de copias a partir de junio de 2009. En marzo de 2010 BioShock ha vendido 4 millones de copias. Y el 10 de marzo de 2011 la saga lleva acumulada 8 millones de copias. Con 4.5 millones de copias para BioShock y 3.5 millones para BioShock 2. [cita requerida]

### Edición Coleccionista
Después de que un seguidor publicara una petición sobre una edición especial, la cual se volvió popular muy rápidamente, 2K Games prometió lanzar una edición coleccionista si la petición alcanzaba las 5.000 firmas. La petición alcanzó esa cantidad en tan sólo cinco horas, y recolectó en total más de 18.000 firmas. Posteriormente, una encuesta fue publicada en el página web de 2K Games, dándole la opción a los votantes de elegir qué características les gustaría que tuviera la edición. Para determinar cuál sería la portada para la edición limitada, 2K Games comenzó un concurso, en el cual ganó el dueño y diseñador gráfico de Crystal Clear Art, Adam Meyer.
El 23 de abril de 2007, 2K Games declaró cuál sería el contenido de la edición coleccionista: una figurilla de un Big Daddy de 15 cm de alto (algunas de las cuales estaban defectuosas), un DVD con el "Cómo Se Hizo", un CD con la banda sonora, una copia del dibujo ganador del concurso de portadas, y el juego mismo, todo dentro de una caja metálica.

### Arte conceptual
BioShock: Breaking the Mold, un libro que contiene el material gráfico del juego, fue lanzado por 2K Games el 13 de agosto de 2007. Está disponible en alta y baja resolución, en formato PDF en el sitio oficial de 2K Games. Hasta el 1 de octubre de 2007, 2K Games estuvo mandando copias impresas a los poseedores de las figurillas de Big Daddy defectuosas, como una compensación por el tiempo de espera.

### Banda sonora
La banda sonora de orquesta de BioShock fue lanzada por 2K Games en su sitio web oficial el 24 de agosto de 2007. Disponible en formato MP3, la banda sonora contiene 12 de las 22 pistas usadas en el juego. La música, compuesta por Garry Schyman, está inspirada en diferentes estilos musicales de principios del siglo XX. Además, en Estados Unidos y Canadá, tres remixes fueron incluidos en la Edición Coleccionista en un disco bajo el nombre The BioShock EP. Los remixes incluyen "Beyond the Sea", "God Bless the Child" y "Wild Little Sisters", cuyas versiones aparecen en formato original en el juego. Además, el jugador se encuentra durante el juego con diferentes fonógrafos y gramolas que tocan música de los años 30, 40 y 50. En total, 30 canciones pueden ser escuchadas.

### Película
Rumores después del lanzamiento del juego sugerían que una adaptación a la gran pantalla sería hecha, utilizando tecnología de croma similar a la utilizada en la grabación de la película 300 para recrear los entornos de Rapture. El 9 de mayo de 2008, Take Two anunció un acuerdo con Universal Studios para grabar una película sobre BioShock, la cual sería dirigida por Gore Verbinski (Piratas del Caribe) y con un guion de John Logan (Gladiator, El último samurái). Se esperaba que la película fuera estrenada en el 2010, pero fue retrasada indefinidamente a causa de problemas con el presupuesto. Recientemente, saltó la noticia de que Verbinski ha abandonado el proyecto, y el español Juan Carlos Fresnadillo (28 Weeks Later) podría ser el director.
En julio de 2010 se da a conocer que la película sigue en desarrollo pero ahora bajo el cargo de Juan Carlos Fresnadillo. En marzo de 2013 Ken Levine, "mata" la posibilidad de ver una película del juego en el futuro, quedando todas las expectativas de la película "muertas" (en palabras de Ken Levine).

## Futuro y secuelas
La compañía desarrolladora dio a conocer a través de su presidente Christoph Hartmann que esperan lanzar hasta cinco títulos como parte de la franquicia, de una forma parecida a la saga Star Wars. Éste dice tener como meta no caer en los errores de otras series que han perdido su esencia y atractivo debido a numerosas secuelas pero definitivamente será complicado. Probablemente se tendrá una buena idea del futuro de la serie una vez que BioShock 2 sea lanzado.

### BioShock 2
El 11 de marzo de 2008 Take Two Interactive anunció que BioShock 2 estaba siendo desarrollado por 2K Marin, en vez de 2K Boston, la desarrolladora del primer título. El juego fue oficialmente lanzado el 9 de febrero de 2010 para Windows, Xbox 360 y la PlayStation 3. BioShock 2 transcurre ocho años después de los sucesos de BioShock. Después de que Jack escapara de Rapture con algunas Little Sisters, la doctora Brigid Tenenbaum escapa de la ciudad con el resto de Little Sisters que había salvado. Las muertes de Andrew Ryan y Frank Fontaine han dejado vacío el puesto de líder de la ciudad.

### BioShock Infinite
El 25 de marzo de 2013, 2K e Irrational Games publicaron el tráiler de lanzamiento del juego, rompiendo así con BioShock y su secuela, al situar la acción en una ciudad en los cielos llamada Columbia, en lugar de en la ciudad sumergida Rapture. El juego fue lanzado el 26 de marzo de 2013. Posteriormente recibió un DLC llamado Enfrentamiento en las nubes y posteriormente fue anunciado otro: Panteón Marino, subdividido en dos capítulos, en el cual Booker y Elizabeth regresan a una Rapture en plenitud. BioShock Infinite es una ciudad llamada Columbia que está suspendida en el aire por globos gigantes, dirigibles y por una especie de propulsores que funcionan sobre la base de un principio similar al efecto Meissner-Ochsenfeld que permite la levitación cuántica. Los sucesos del juego toman lugar en 1912. El jugador asume la identidad de Booker DeWitt, un exagente de la Agencia Nacional de Detectives Pinkerton que fue despedido de la misma por un comportamiento inaceptable. Es contratado por unos personajes misteriosos, dándole a conocer la ubicación de Columbia, se le da la tarea de infiltrarse en la ciudad flotante y rescatar a una mujer llamada Elizabeth, que ha estado atrapada a bordo de Columbia los últimos 12 años.
Los acontecimientos del DLC episódico Panteón Marino conectan muchos de los temas del juego original BioShock y de la continuación, BioShock Infinite, dándole un cierre a la historia de ambas ciudades Rapture y Columbia.